# 博姆斯
博姆斯是德国巴登-符腾堡州的一个市镇。总面积9.56平方公里，总人口624人，其中男性331人，女性293人（2011年12月31日），人口密度65人/平方公里。